# ساوت پروت
ساوت پروت (به انگلیسی: South Perrott) یک روستا و محله مدنی در بریتانیا است که در West Dorset واقع شده‌است. ساوت پروت ۲۲۰ نفر جمعیت دارد.